# Кандрашин, Александр Владимирович
Алекса́ндр Влади́мирович Кандра́шин (род. 13 февраля 1992, Тольятти) — российский спортсмен, прыгун в воду, мастер спорта международного класса.

## Биография
Родился и живёт в Тольятти, учился в средней школе № 49. В 2012 году окончил самарское государственное училище олимпийского резерва по специальности «педагог по физической культуре»
Прыжками в воду начал заниматься в 1997 году в тольяттинской КСДЮСШОР «Олимп», где первым тренером стала И. В. Донцова. Выступает за Вооружённые силы, работает тренером в КСДЮШОР «Олимп».

## Спортивные достижения
Чемпион России по синхронным прыжкам с 3-метрового трамплина в 2012 году (в паре с Игорем Корякиным)
Неоднократный бронзовый призёр чемпионатов России (2011, 2014 — 1 м, 2016 — 3 м).
В 2015 году стал серебряным призёром в командном зачёте XXVIII летней Всемирной Универсиады и победителем Всероссийских соревнований по прыжкам в воду на призы Д. Саутина.
В 2016 году был удостоен звания мастер спорта международного класса.